# Tear Ring Saga
Tear Ring Saga: Chronicles of War Hero Yutona (ティアリングサーガ ユトナ英雄戦記, Tia Ringu Sāga Yutona Eiyū Senki) ; ou plus communément Tear Ring Saga ; est un jeu vidéo de genre tactical RPG au tour par tour développé par Tirnanog et édité par Enterbrain sorti le 24 mai 2001 sur PlayStation, au Japon exclusivement.
Le titre est principalement connu pour être le premier jeu conçu et scénarisé par Shouzou Kaga, le créateur de la série de jeux de rôle tactiques Fire Emblem, après son départ d’Intelligent Systems en 1999. De fait, Tear Ring Saga présente des similitudes frappantes avec les cinq premiers opus de la série de Nintendo, sur le plan esthétique, narratif, et bien sûr du gameplay.

## Trame
L’intrigue du jeu prend place sur le continent de Lieberia, divisé entre plusieurs royaumes. Les deux protagonistes principaux, Runan et Holmes, sont les fils héritiers de deux territoires du royaume de Reeve, conquis par l’empire de Zoa. Holmes, corsaire chasseur de trésors cherchant à fuir ses responsabilités, conduit son ami Runan vers le royaume insulaire de Wellt, où ce dernier espère trouver des renforts pour mener une campagne de libération de son pays. Plus tard, alors que la guerre fait rage sur l’ensemble du continent, les deux héros tantôt réunis tantôt séparés comprennent petit à petit les motivations du culte de Gerxel, à la tête de l’Empire.

## Systèmes de jeu
Tear Ring Saga partage une ressemblance flagrante avec la série Fire Emblem, particulièrement ses cinq premiers opus, dans la mesure où ils ont été dirigés par la même personne, Shouzou Kaga. Le jeu s’inscrit de manière parfaitement logique dans l’évolution du game design de son auteur et pourrait tout à fait passer pour un épisode officiel de la série Fire Emblem auprès d’un public non-initié, car il en reprend la plupart des codes, tant dans le gameplay que dans son scénario. Il faut également noter à ce titre le rôle de l'illustratrice officielle Mayumi Hirota, dont le travail avait tant séduit Kaga dans son jeu précédent, Fire Emblem: Thracia 776, qu'il a insisté pour qu'elle reprenne ce rôle pour Tear Ring Saga, contribuant fortement à renforcer la continuité esthétique.
Comme Fire Emblem, Tear Ring Saga est un jeu de rôle tactique au tour par tour. Sur une carte quadrillée, chaque unité peut effectuer à chaque tour une action (se déplacer, attaquer, utiliser un objet, etc.). Lorsque toutes les unités ont agi, ou dès qu’il le souhaite, le tour du joueur prend fin et celui de l’ennemi contrôlé par l’intelligence artificielle débute, et ainsi de suite. En combattant, les unités peuvent acquérir de l’expérience, gagner en puissance et apprendre de nouvelles techniques, mais si elles sont vaincues, elles sont éliminées pour le restant de la partie. Pour accommoder cet aspect, Tear Ring Saga compte une soixantaine de personnages à recruter au cours de l'aventure. Au cours d’une quarantaine de chapitres, le joueur doit donc utiliser ses unités de manière tactique pour accomplir un objectif à court terme (capturer la base ennemie, vaincre le boss, décimer l’ennemi, etc.), et ainsi progresser dans l’histoire, idéalement en perdant le moins d'unités possibles, ces dernières étant également des personnages auxquels on est susceptible de s'attacher et ayant pour la plupart un arc narratif à accomplir. Le jeu présente également une dimension stratégique à long terme, caractérisée par la gestion de l'équipement et de l'argent, l'apprentissage de techniques et par le choix de la composition de chaque armée.
Bien que l’expérience globale rappelle le précédent jeu de Kaga, Fire Emblem: Thracia 776 (en étant toutefois nettement plus accessible), Tear Ring Saga reprend également un certain nombre d’éléments de Fire Emblem Gaiden. En particulier, les unités du joueur sont divisées en deux groupes, l’un commandé par Runan et l’autre par Holmes, et suivent donc des chemins différents qui ne se croisent que très ponctuellement. Au-delà de ça, on peut noter la présence d’une carte du monde sur laquelle il est possible de se déplacer plus ou moins librement, l’existence de monstres et la possibilité d’engager des rencontres optionnelles contre ces derniers pour acquérir de l’expérience.

## Développement

### Équipe
- Producteurs : Akira Yamazaki, Ichiro Sugiyama
- Directeur : Takashi Suzuki
- Concepteur : Shouzou Kaga
- Illustratrice : Mayumi Hirota
- Écriture : Shouzou Kaga
- Composition musicale : Minako Seki, Yoshio Ueno, Hitomi Tachibana, Seiichi Kyoda

### Résumé
Les origines du développement de Tear Ring Saga remontent à la création de Fire Emblem par Nintendo et Intelligent Systems, série dont le développement était placé sous la houlette de Shouzou Kaga de son premier épisode en 1990 jusqu'à l'opus Thracia 776 en 1999. Après ce cinquième titre, Kaga décide de quitter Intelligent Systems pour travailler sur des jeux à son compte. Il fonde en 2000 une nouvelle société, Tirnanog, et annonce peu après leur premier jeu, Emblem Saga, au titre similaire à la série à laquelle il avait contribué jusqu'alors, pour la console PlayStation du rival de Nintendo, Sony. Avant même la sortie du jeu, Tirnanog subit des pressions juridiques de la part de Nintendo, agacé de la création pour son concurrent direct d'un jeu aussi similaire à la série dont il possède les droits. Tirnanog se voit accusé d'avoir violé la législation japonaise sur la propriété intellectuelle, puisque Emblem Saga faisait délibérément référence à la franchise Fire Emblem tant dans sa communication commerciale que dans son contenu en jeu. Cela a conduit l'équipe à changer le nom du jeu en Tear Ring Saga et en retirer toute référence directe à Fire Emblem un mois et demi avant sa sortie,.
Bien que ces changements initiaux aient permis à Tear Ring Saga de sortir comme prévu le 24 mai 2001, Nintendo attaque tout de même Tirnanog et l'éditeur Enterbrain en justice pour d'autres infractions au droit d'auteur peu après la sortie du jeu, en juillet. Le premier procès se termine en novembre 2002, lorsque le tribunal du district de Tokyo rejette les demandes de Nintendo. Nintendo dépose une deuxième plainte en appel, et un deuxième procès débute trois mois après le premier, cette fois devant la Haute Cour de Tokyo. Au terme de ce dernier, en novembre 2004, Enterbrain est condamné à payer une amende de 76 millions de yens à Nintendo, mais conserve le droit de commercialiser le jeu. Nintendo et Intelligent Systems font de nouveau appel devant la Cour suprême du Japon, qui rejette leur pourvoi,.
Le jeu n'a jamais officiellement été commercialisé hors du Japon, mais il a fait l'objet de patchs de traduction en anglais par des fans.

## Accueil
Tear Ring Saga est bien reçu par la critique et la presse spécialisée. Il obtient un 32/40 de Famitsu, dont Enterbrain est propriétaire.
Les ventes du jeu sont estimées à 390 000 exemplaires environ par le site VG Chartz, une performance supérieure à Fire Emblem: Thracia 776 qui permet à Tear Ring Saga d'être un succès commercial et de mettre en chantier une suite pour la PlayStation 2.

## Postérité
La victoire juridique de Kaga et Tirnanog, qui leur a permis de sortir le jeu malgré ses similitudes évidentes avec la franchise Fire Emblem de Nintendo, constitue a posteriori une jurisprudence importante au Japon. En effet, elle autorise les créateurs de jeux vidéo à publier des suites spirituelles très semblables à leurs modèles sans le consentement ou l'implication des sociétés détenant les droits de propriété intellectuelle des jeux en question, tant bien sûr qu'aucun élément soumis au droit d'auteur n'est réutilisé. On peut citer comme autre exemple le cas de Keiji Inafune, qui a plus tard quitté Capcom et sa série Mega Man pour créer le jeu Mighty No. 9, très inspiré par Mega Man sans jamais y faire explicitement référence.
Tear Ring Saga aura également droit à une suite sur PlayStation 2, Berwick Saga, en 2005.